# Chiancarelle
Le chianche e le chiancarelle sono lastre in pietra calcarea. Esse si differenziano tra loro per lo spessore: le chiancarelle sono più sottili. In particolare, si chiamano “chianche" i pavimenti in pietra calcarea pugliese, tipici delle costruzioni a trullo, ma si chiamano così anche le lastre di copertura delle volte coniche (o chiancole, chiancarelle) che ne garantiscono l'impermeabilità.
Le chianche sono tipiche delle costruzioni rurali del territorio pugliese, in particolare dei trulli, caratteristiche costruzioni in pietra calcarea locale che connotano un'area ben definita della Murgia barese sud-orientale, cioè la valle d'Itria, ed in modo particolare la cittadina di Alberobello che ne è l'emblema nel mondo, essendo annoverata tra i siti decretati dall'UNESCO come Patrimonio dell'umanità.
Dei trulli esse costituiscono del conoide di copertura il paramento esterno (tetto), quello strato, cioè, avente, al tempo stesso, funzione di impermeabilizzazione e di allontanamento delle acque piovane.
In pratica ad esse era demandata la funzione altrimenti svolta dalle tegole in laterizio quando queste erano non molto diffuse (se non addirittura sconosciute) o comunque più costose rispetto alla pietra disponibile in loco in territori rurali eternamente siccitosi come quelli delle Murge pugliesi, dove invece abbondava il materiale lapideo sottilmente stratificato che costituiva i suoli aventi come matrice geolitologica di base il calcare.
Esse venivano infatti estratte e selezionate durante la fase di spietramento (se in piena campagna) e di scavo nel caso di complessi residenziali e/o rurali cui erano sempre associate cisterne per l'approvvigionamento idrico, specialmente in regioni sitibonde come la Puglia. Lo scavo delle cisterne assumeva, quindi, la duplice funzione di assicurare un volume come riserva idrica all'insediamento in costruzione ed allo stesso tempo forniva il materiale per l'edificazione dei volumi fuori terra. 
Il pietrame di pezzatura più grande e quello di sfrido venivano utilizzati per le murature in elevazione (paramenti murari e riempimento a sacco, rispettivamente), mentre le chianche, derivanti da strati lapidei non inferiori agli 8-15 cm, venivano usate per le pavimentazioni e le chiancarelle, le lastre più sottili, andavano a costituire le coperture a tetto.
Molte vie dei centri storici della regione sono pavimentate con tali pietre, ma soprattutto il centro storico di Bari permette di ammirare queste lastre di calcare messe in posa. A Bari esse vennero altresì usate nei pavimenti delle abitazioni. 
Soprattutto nella pavimentazione stradale quando tali lastre sono di dimensioni notevoli esse assumono il nome di “chianconi”. Questa parola nell'uso dialettale ha un senso traslato e indica il carattere “pesante” di alcune persone.

## Modalità di messa in opera

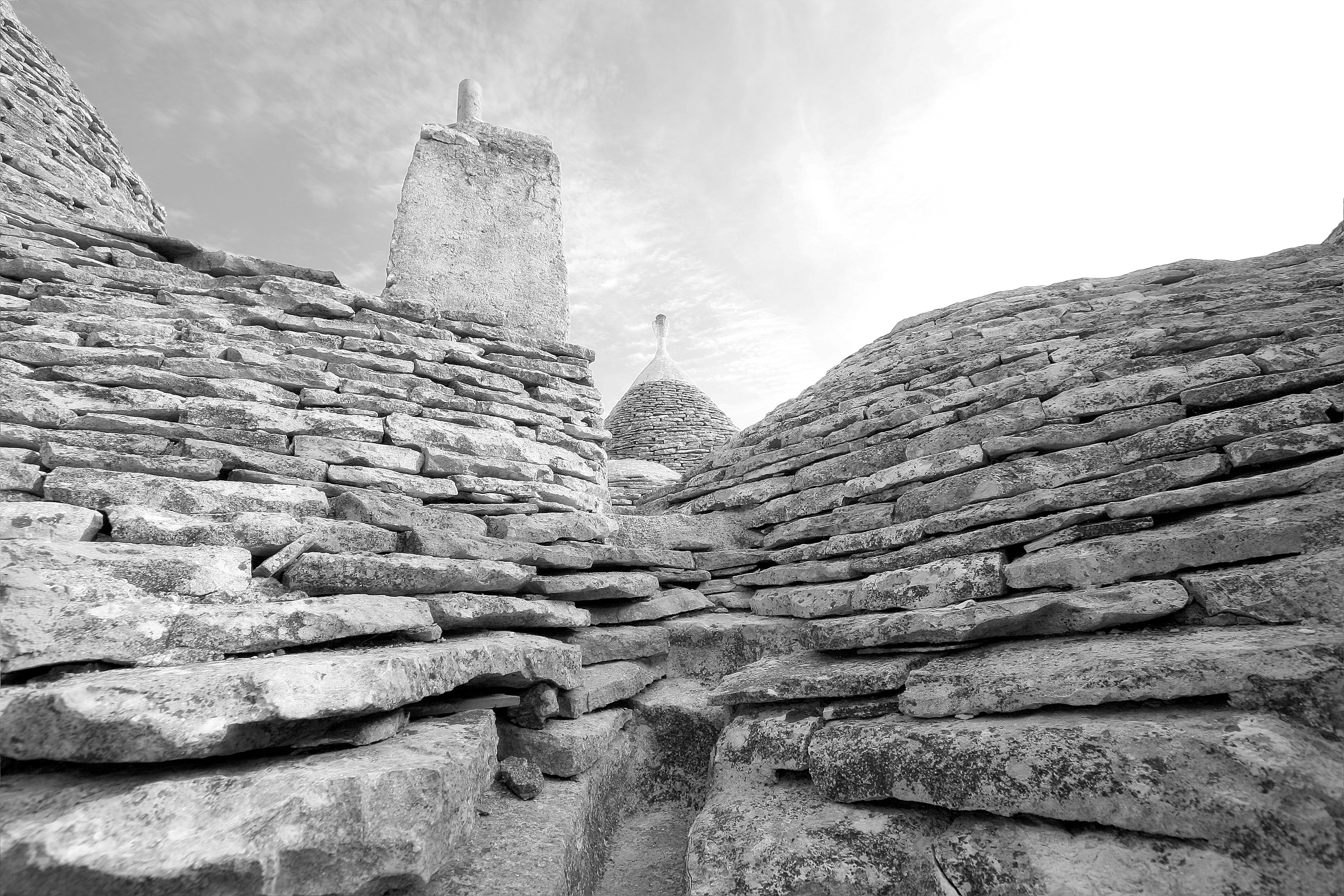
Nell'immagine si noti la sovrapposizione delle chiancarelle, costituenti il tegumento esterno della cupola garantendone, per le modalità di posa in opera, l'impermeabilizzazione

Al fine di assolvere al meglio alla propria funzione di allontanamento delle acque piovane, le chiancarelle vengono posate in opera, assolutamente a secco, a strati sovrapposti, sfalsate tra di loro orizzontalmente in maniera che quella dello strato superiore si accavalli alla fessura del giunto tra le due inferiori proprio come avviene, per esempio, con le tegole marsigliesi e sovrapponendosi verticalmente ad esse per almeno i due terzi della altezza delle stesse. In tal modo si riesce ad evitare l'infiltrazione delle acque meteoriche negli strati sottostanti e ad assicurare, contemporaneamente, il loro efficace allontanamento.
Nell'immagine si nota la sovrapposizione delle chiancarelle, costituenti il tegumento della cupola (che ne garantiscono, proprio per le modalità di posa in opera, l'impermeabilizzazione) ed il loro reciproco innesto al compluvio tra due trulli contigui.